# Cessna 182
Die Cessna 182 (auch Cessna Skylane) ist ein einmotoriges Leichtflugzeug. Sie wurde vom US-amerikanischen Flugzeughersteller Cessna mit Sitz in Wichita (Kansas) entwickelt und von 1956 bis 1985 gebaut; 1996 wurde die zwischenzeitlich eingestellte Serienproduktion wieder aufgenommen. Sie ist einer der meistgebauten Flugzeugtypen der Welt.

## Technische Merkmale
Die Maschine ist ein einmotoriger abgestrebter Schulterdecker, der Platz für vier Personen bietet. Es handelt sich um eine mit einem Bugradfahrwerk ausgerüstete Variante der Cessna 180. Die ganz aus Metall gefertigte Maschine hat ein konventionelles Seitenleitwerk in der bei Cessna üblichen, stark gepfeilten Form. Alle Varianten verfügen über einen Verstellpropeller, die RG-Versionen auch über ein Einziehfahrwerk (engl. retractable gear).
Seit dem Jahr 2005 kann das Flugzeug auf Wunsch auch mit einem Glascockpit der Serie Garmin G1000 ausgerüstet werden.

## Einsatz
Die Maschine wird als Sport-, Reise-, Schul- und Überwachungsflugzeug sowie vielfach zum Absetzen von Fallschirmspringern genutzt. Sie wird auch von der Polizei Nordrhein-Westfalen und der US-Civil Air Patrol verwendet. Darüber hinaus kommt sie bei den Streitkräften von Argentinien, Guatemala, Lesotho, Peru, Uruguay und Venezuela zum Einsatz.

## Geschichte

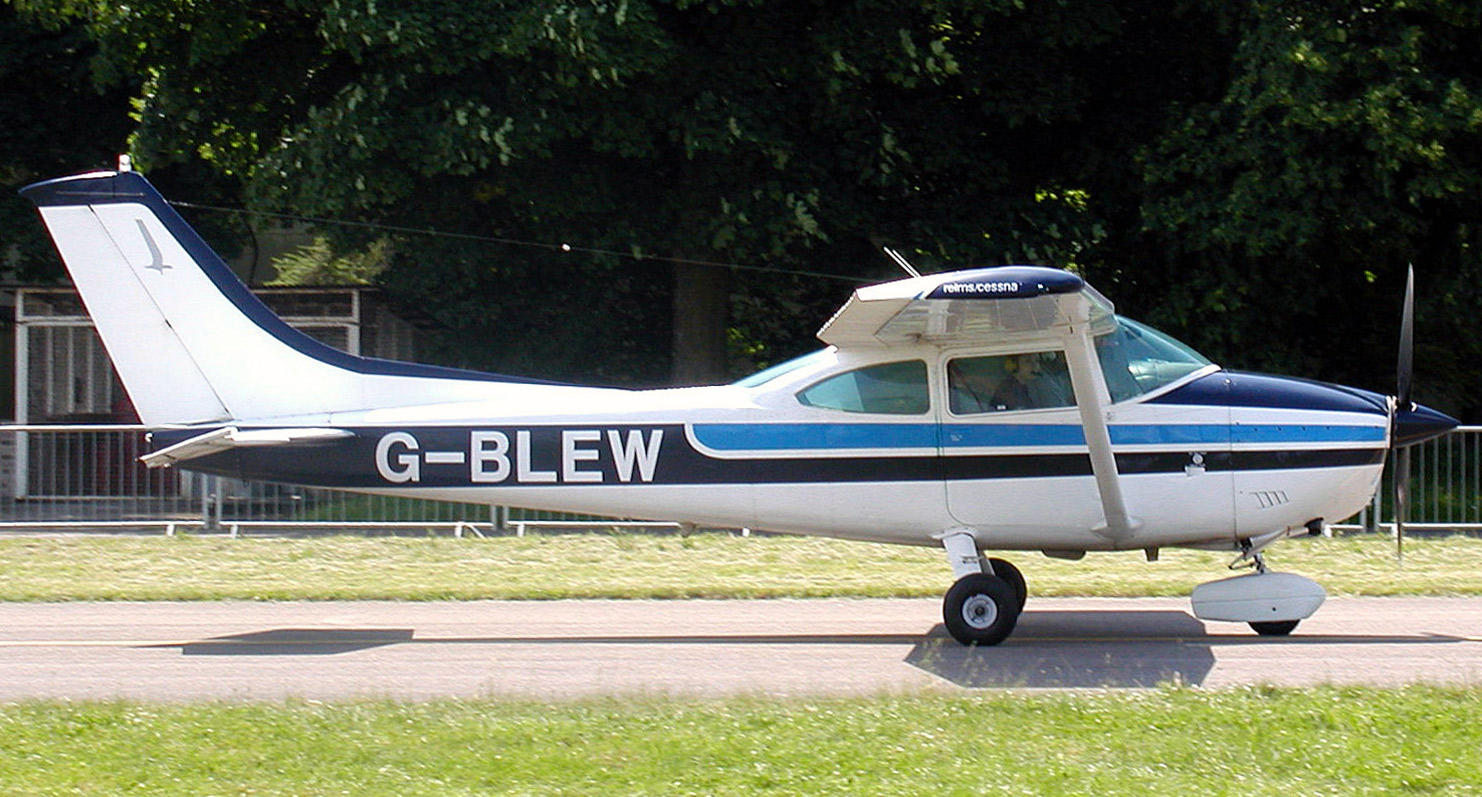
Reims Cessna F182Q

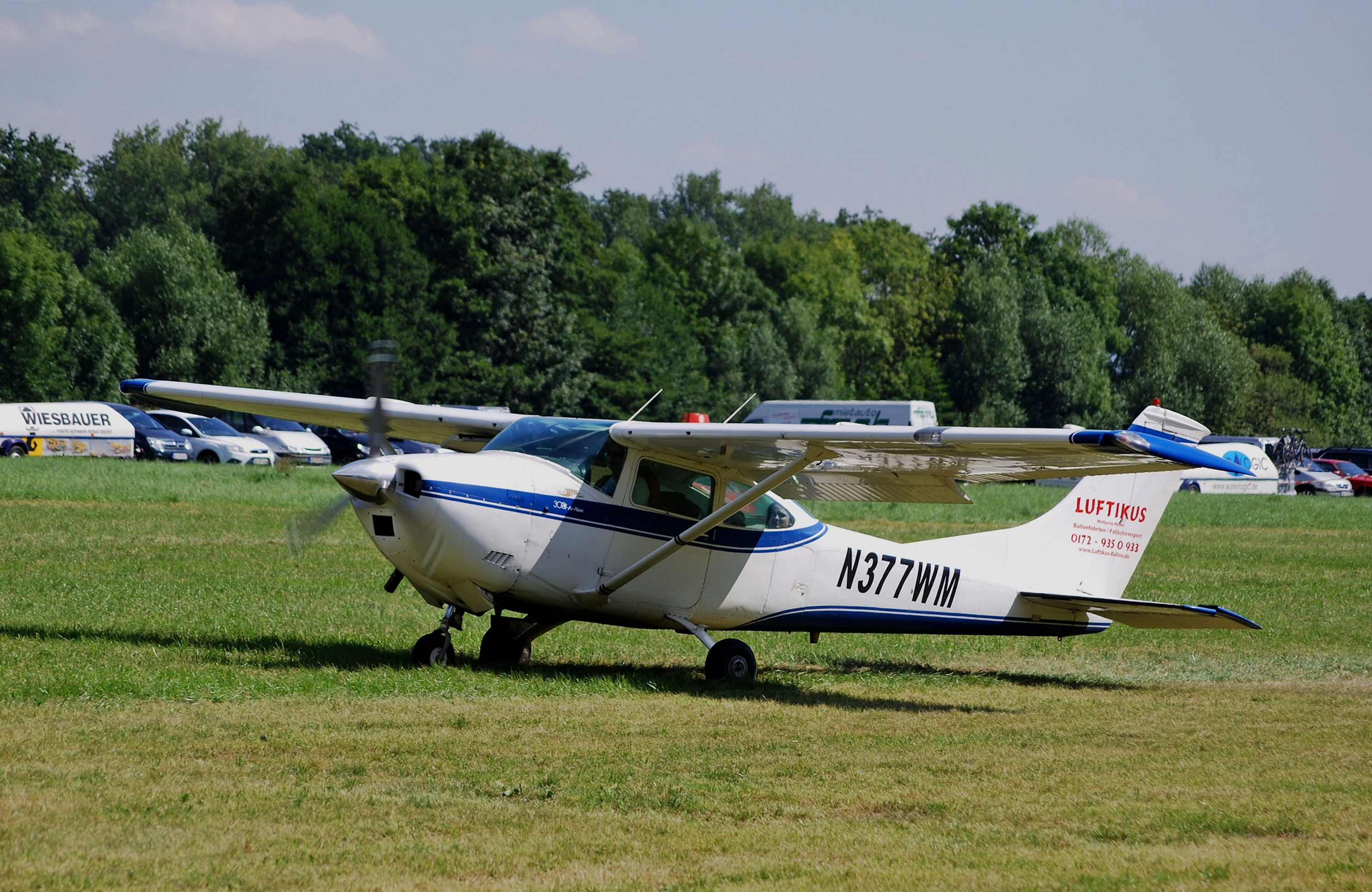
Cessna 182N Skylane

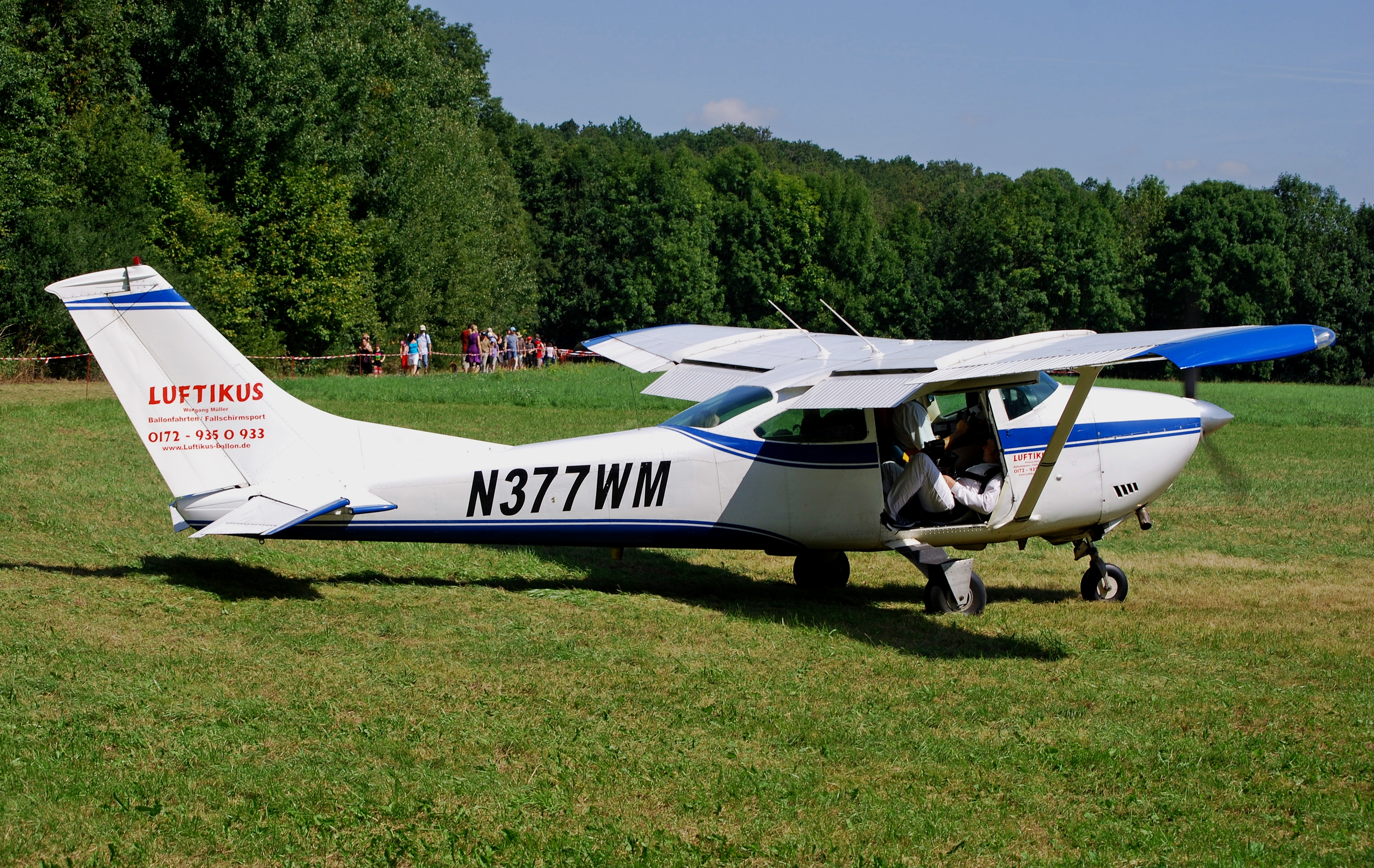
Cessna 182N Skylane

Das Flugzeug wurde 1956 eingeführt. Im Jahr 1957 wurde die mit einigen Verbesserungen versehene Ausführung Cessna 182 A vorgestellt, die erstmals den Namen „Skylane“ bekam. Als Antrieb kommen Varianten des Lycoming O-540 und des Continental O-470 zum Einsatz.
Cessna vergab Lizenzen für die Produktion nach Argentinien an die DINFIA, wo das Flugzeug die Bezeichnung A182 erhielt, und nach Frankreich an die Reims Aviation, die es unter der Bezeichnung F182 nachbaute.
Die Cessna 182 wurde und wird in einer Reihe von Varianten gebaut. Wegen der strengen Vorschriften zur Produkthaftung stellte die Firma die Herstellung 1985 ein. Bis dahin waren 21.864 Stück gebaut worden, davon 169 F182 und FR182 bei Reims Aviation. Im Jahr 1996 durchlief die Cessna 182 erneut ein Zulassungsverfahren. Der Erstflug des neuen Prototyps mit der Bezeichnung 182S war am 15. Juli 1996. Die Zulassung wurde von der FAA noch im selben Monat erteilt. Daraufhin wurde ab September 1996 die Produktion wieder aufgenommen, die bis heute andauert.

## Variantenübersicht
- 182, Zulassung 2. März 1956, Continental O-470-L, 230 PS, max. Startgewicht (MTOW) 1157 kg
- 182 A, Zulassung 7. Dezember 1956, Continental O-470-L, 230 PS, MTOW 1202 kg
- 182 B, Zulassung 22. August 1958, Continental O-470-L, 230 PS
- 182 C, Zulassung 8. Juli 1959, Continental O-470-L, 230 PS, drittes Seitenfenster und gepfeiltes Seitenleitwerk.
- 182 D, Zulassung 14. Juli 1960, Continental O-470-L, 230 PS
- 182 E, Zulassung 17. Juni 1961, Continental O-470-L oder R, 230 PS, MTOW 1270 kg, heruntergezogener Rumpfrücken und Heckfenster.
- 182 F, Zulassung 1. August 1962, Continental O-470-L oder R, 230 PS
- 182 G, Zulassung 19. Juli 1963, Continental O-470-L oder R, 230 PS, mit elliptischen hinteren Seitenscheiben.
- 182 H, Zulassung 17. September 1964, Continental O-470-R, 230 PS
- 182 J, Zulassung 20. Oktober 1965, Continental O-470-R, 230 PS
- 182 K, Zulassung 3. August 1966, Continental O-470-R, 230 PS
- 182 L, Zulassung 28. Juli 1967, Continental O-470-R, 230 PS
- 182 M, Zulassung 28. September 1968, Continental O-470-R, 230 PS; Umrüstung auf 230-PS-Diesel SR305-230 von SMA (Safran Group) möglich
- 182 N, Zulassung 17. September 1969, Continental O-470-R oder S, 230 PS; Umrüstung auf 230-PS-Diesel SR305-230 von SMA (Safran Group) möglich; MTOW 1338 kg
- 182 P, Zulassung 8. Oktober 1971, Continental O-470-R oder S, 230 PS; Umrüstung auf 230-PS-Diesel SR305-230 von SMA (Safran Group) möglich; mit festem Fahrwerk aus runden Stahlrohren; Landescheinwerfer jetzt im Bug.
- 182 Q, Zulassung 28. Juli 1976, Continental O-470-U, 230 PS; Umrüstung auf 230-PS-Diesel SR305-230 von SMA (Safran Group) möglich
- 182 R, Zulassung 29. August 1980, Continental O-470-U, 230 PS; Umrüstung auf 230-PS-Diesel SR305-230 von SMA (Safran Group) möglich; MTOW 1406 kg
- 182 S, Zulassung 3. Oktober 1996, Lycoming IO-540-AB1A5, 172 kW (234 PS)
- 182 T, Zulassung 23. Februar 2001, Lycoming IO-540-AB1A5, 172 kW
- R 182 RG, Zulassung 7. Juli 1977, Lycoming O-540-J3C5D, 235 PS
- T 182, Zulassung 15. August 1980, Lycoming O-540-L3C5D, 235 PS
- TR 182 RG, Zulassung 12. September 1978, Lycoming O-540-L3C5D (mit Turbolader), 235 PS
- T 182 T, Zulassung 23. Februar 2001, Lycoming TIO-540-AK1A, 235 PS

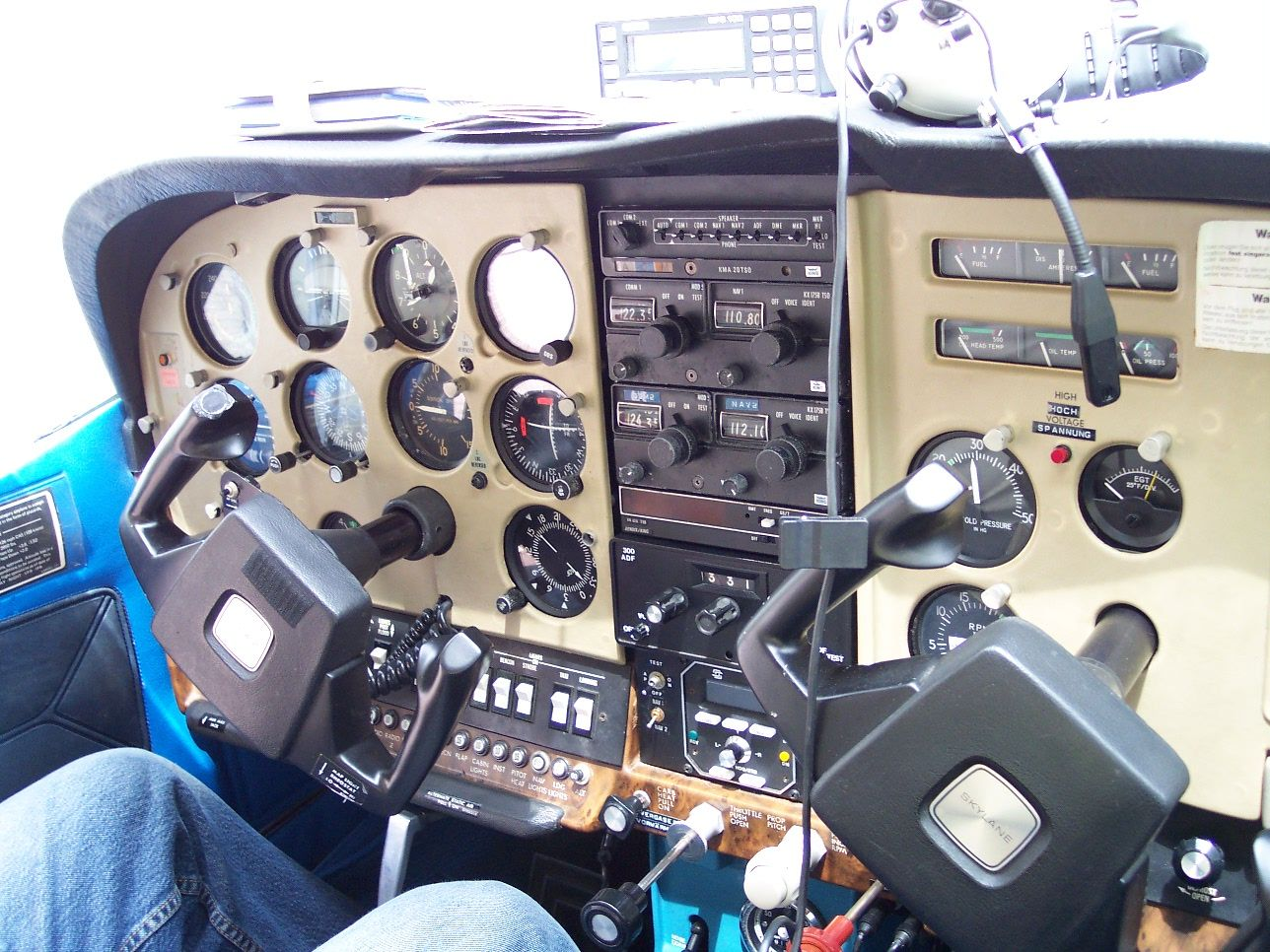
Cockpit einer Cessna 182 Skylane

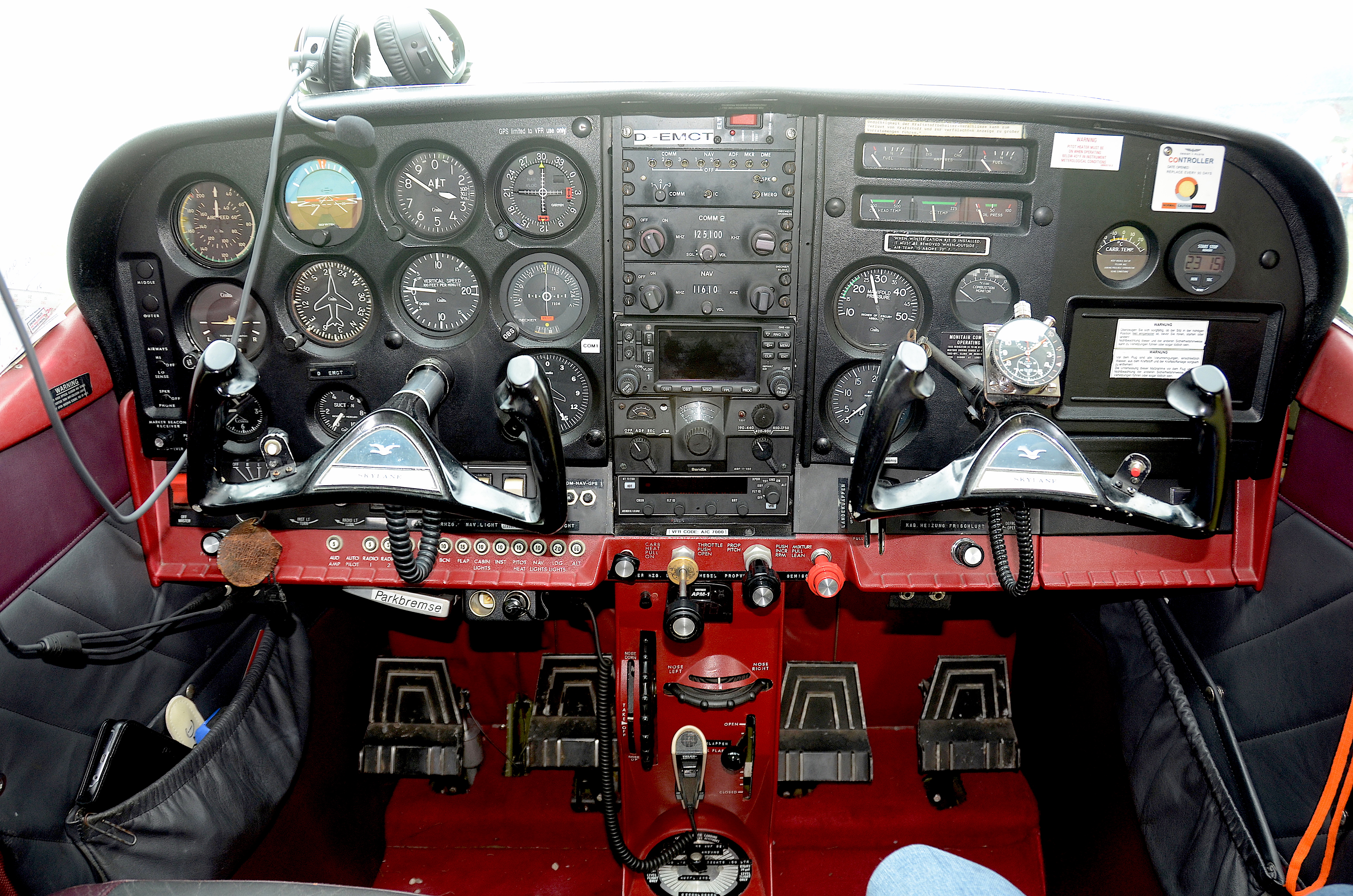
Cockpit einer Cessna 182D Skylane (auch Pedale sichtbar)

## Militärische Nutzer
- Afghanistan[2]
- Argentinien[3]
- Belize
  - Air Wing
- Bolivien
- Chile
- Dominikanische Republik
- Dubai[3][4]
- Ecuador: 4[3]
- El Salvador:[3][4]
- Guatemala[4]
- Guyana
- Iran
- Israel
- Kanada: 5[5][4]
- Kuba
- Lesotho
- Laos
- Mexiko: 65 Cessna 182S
- Malawi
- Mosambik
- Österreich: 2[6]
- Pakistan
- Peru
- Simbabwe
- Suriname
- Uruguay[3][4]
- Venezuela[3][4]

## Technische Daten

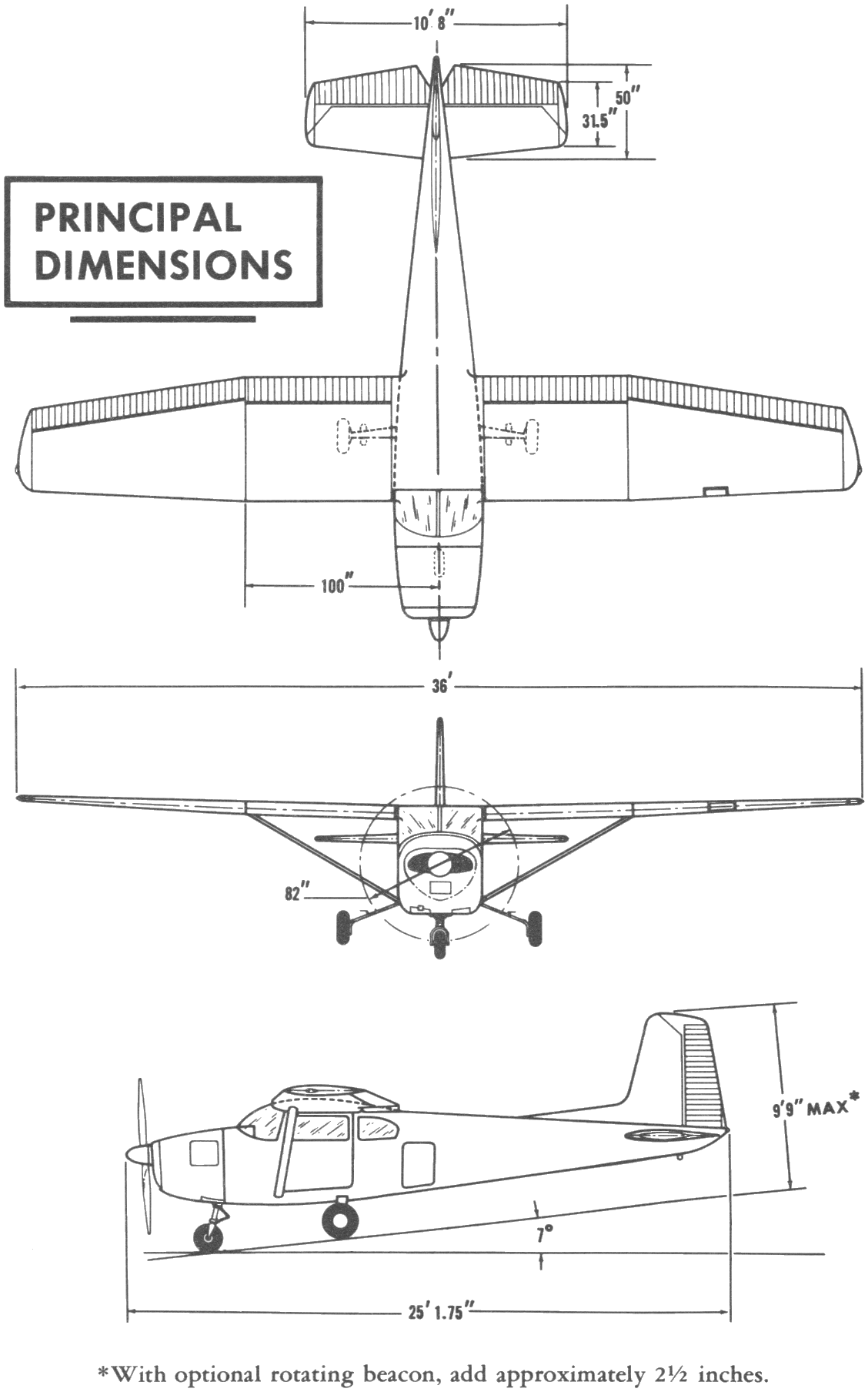
Cessna 182B Skylane

| Kenngröße             | Cessna 182 T |
| --------------------- | ------------ |
| Länge                 | 10,97 m      |
| Spannweite            | 10,97 m      |
| Höhe                  | 2,84 m       |
| Leermasse             | 900 kg       |
| max. Startmasse       | 1406 kg      |
| Zuladung              | 506 kg       |
| Höchstgeschwindigkeit | 278 km/h     |
| Reisegeschwindigkeit  | 268 km/h     |
| Anfangssteigrate      | 282 m/min    |
| Dienstgipfelhöhe      | 5517 m       |
| Reichweite            | 1717 km      |